# Trilabiatus lignicolus
Trilabiatus lignicolus är en rundmaskart. Trilabiatus lignicolus ingår i släktet Trilabiatus och familjen Panagrolaimidae. Inga underarter finns listade i Catalogue of Life.